# Усть-Ишим
Усть-Иши́м (сибирскотат. 
Ишим-Кала) — село в Омской области, административный центр Усть-Ишимского муниципального района и Усть-Ишимского сельского поселения.
Население — 4294 человек (2021).
Основано в 1631 году.

## Физико-географическая характеристика
Село расположено на северо-западе Омской области, в пределах Ишимской равнины, являющейся частью Западно-Сибирской равнины, на левом берегу Иртыша в устье реки Ишим.
По автомобильным дорогам расстояние до областного центра города Омск составляет около 560 км, до ближайшего города Тара Омской области — 260 км.
Климат
Климат резко континентальный (согласно классификации климатов Кёппена субарктический (Dfc)), c суровой и продолжительной зимой и коротким летом, со значительными перепадами температур между климатическими сезонами и в течение суток. Среднегодовая температура отрицательная и составляет −0,1 °С. Средняя температура июля +18,1 °С, января −19,2 °С. Многолетняя норма осадков — 464 мм. Наибольшее количество осадков выпадает в тёплое время года (в июле выпадает 73 мм, в феврале — 15 мм).
| Показатель                    | Янв.  | Фев.  | Март  | Апр. | Май  | Июнь | Июль | Авг. | Сен. | Окт. | Нояб. | Дек.  | Год  |
| ----------------------------- | ----- | ----- | ----- | ---- | ---- | ---- | ---- | ---- | ---- | ---- | ----- | ----- | ---- |
| Средний суточный максимум, °C | −14,6 | −12,9 | −4    | 6,2  | 15,5 | 21,6 | 23,9 | 20,0 | 14,5 | 4,2  | −5,7  | −11,3 | 4,8  |
| Средняя температура, °C       | −19,2 | −17,8 | −9,4  | 1,3  | 9,7  | 15,9 | 18,6 | 15,1 | 9,6  | 0,7  | −9,6  | −15,7 | −0,1 |
| Средний суточный минимум, °C  | −23,7 | −22,7 | −14,8 | −3,5 | 3,9  | 10,2 | 13,1 | 10,0 | 5,0  | −2,7 | −13,4 | −20,1 | −4,9 |
| Норма осадков, мм             | 22    | 15    | 15    | 27   | 39   | 63   | 73   | 67   | 46   | 39   | 32    | 24    | 462  |
| Источник: Климат: Усть-Ишим   |       |       |       |      |      |      |      |      |      |      |       |       |      |

Часовой пояс
Усть-Ишим, как и вся Омская область, находится в часовой зоне МСК+3. Смещение применяемого времени относительно UTC составляет +6:00.

## История
В 1631 году на левом берегу Иртыша в километре ниже ишимского устья был поставлен Ишимский острог (по сибирско-татарски Ишим-Калла) в составе Тарского уезда, для защиты от калмыков, которые начали близко подходить к этим местам. Располагался от Тебендинского острога в 25 верстах, от города Тары в 230 верстах, от города Тобольска в 200 верстах, от слободы Орлово Городище в 110 верстах. Долгое время единственными русскими людьми здесь были казаки-годовальщики, присылаемые на год из Тары для несения воинской службы, а затем зимовали здесь татары из ближайших селений.
С 1782 года в составе Слободчиковской волости Тарского уезда.
В 1911 году становится волостным центром Усть-Ишимской волости.
В 1925 году становится районным центром Усть-Ишимского района.
В селе располагался аэропорт Усть-Ишим местных воздушных линий.

## Усть-ишимский человек
Близ Усть-Ишима в 2008 году была обнаружена древнейшая известная на 2016 год находка останков человека современного типа (Homo sapiens) — бедренная кость возрастом 45 тыс. лет, из которой была извлечена качественная ДНК, что позволило провести полное секвенирование генома. В ДНК усть-ишимского человека не было обнаружено генетических вариантов денисовского человека, а доля неандертальских генетических вариантов оказалась минимальна (как у современных азиатов).

## Население
| 1767  | 1926  | 1939  | 1959  | 1970  | 1979  | 1989  |
| ----- | ----- | ----- | ----- | ----- | ----- | ----- |
| 646   | ↘473  | ↗2060 | ↗3973 | ↗4289 | ↗5251 | ↗5795 |
| 1991  | 2002  | 2010  | 2021  |       |       |       |
| ↗6300 | ↘5060 | ↘4802 | ↘4294 |       |       |       |

В 1868 году в Усть-Ишимской слободе насчитывалось 44 двора русских крестьян.

## Достопримечательности
- В селе расположен Свято-Никольский храм (1906)[21].
- В селе расположен памятник солдату-освободителю
- В селе расположен Памятник В.И.Ленину
- В селе расположена Тяжелая самоходная установка ИСУ-152 (1995)
- В селе расположена Мемориальная плита воинам-землякам, погибшим в Афганистане (1990)
- В селе расположен дом, в котором размещался штаб 51-й дивизии Красной армии
- В селе находится могила командира партизанского отряда венгра-интернационалиста К.Балука